# St. Bonifatius (Riethnordhausen)

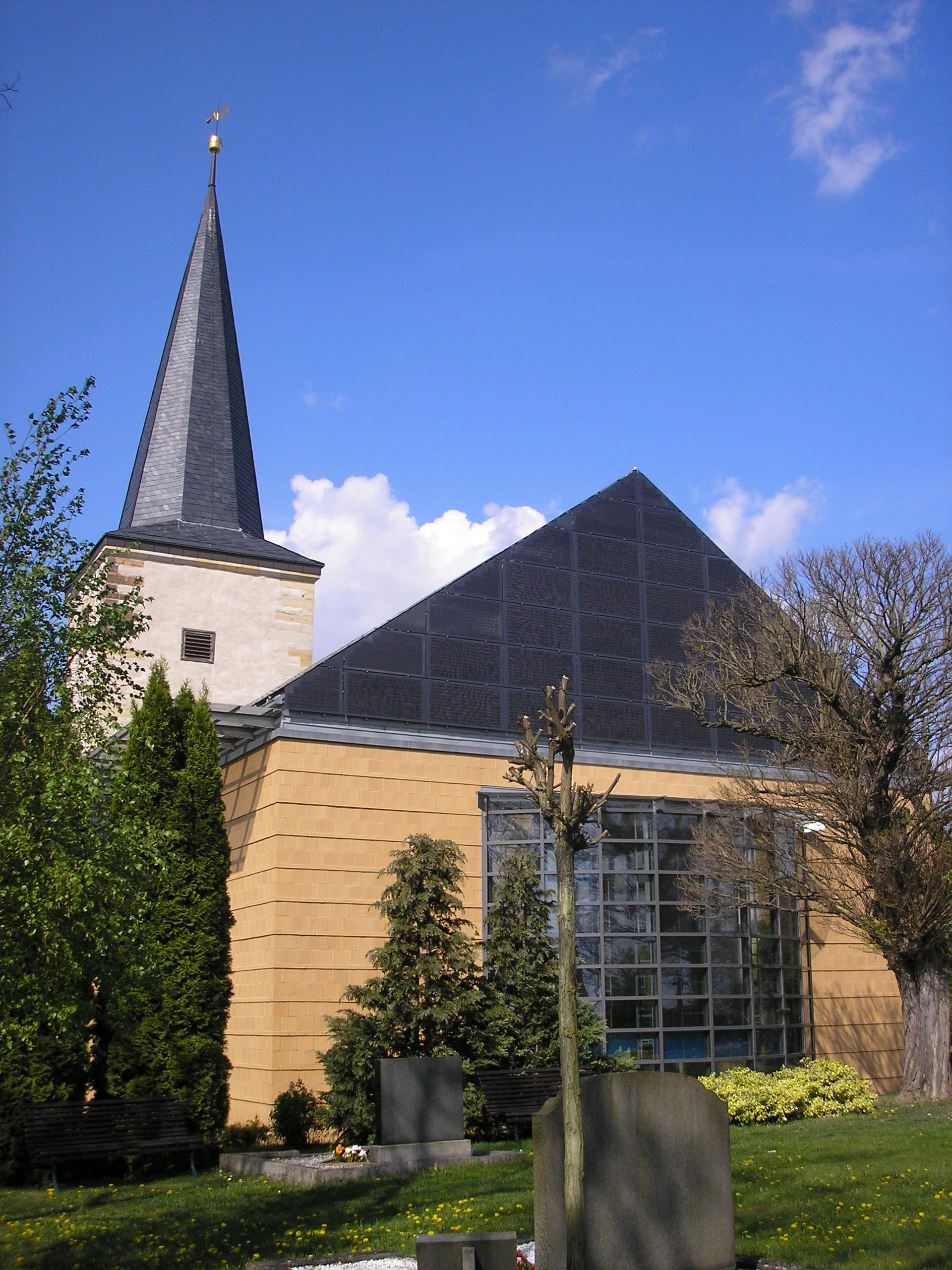
Sankt Bonifatius

Die evangelisch-lutherische, denkmalgeschützte Kirche Sankt Bonifatius steht in erhöhter, landschaftsprägender Ortslage von Riethnordhausen im Landkreis Sömmerda von Thüringen. Die Kirchengemeinde Riethnordhausen gehört zum Pfarrbereich Riethnordhausen im Kirchenkreis Apolda-Buttstädt der Evangelischen Kirche in Mitteldeutschland.

## Beschreibung
Die schlichte gotische Saalkirche hatte einen dreiseitigen Abschluss des Chors und einen eingezogenen Kirchturm im Westen. 1733 und 1772 wurde die Kirche weitgehend barockisiert, nur der Turm behielt an seiner Nord- und Südseite die Schallarkaden mit Resten von Kreuzstockfenster und geschweiften Bogenfenstern der ursprünglichen Bauzeit. Das Erdgeschoss des Turms ist mit einem Tonnengewölbe überspannt, das erste Obergeschoss mit einem Kreuzgratgewölbe. Die fünf Achsen des ehemaligen Kirchenschiffs waren durch Lisenen gegliedert, an der Südseite befand sich eine Kartusche mit einer Inschrift. Der Innenraum hatte umlaufende doppelte Empore und war mit einem Spiegelgewölbe überspannt. Zur Kirchenausstattung gehörte auch ein Kanzelaltar. Die Kirche brannte 1996 fast völlig ab und wurde inzwischen durch einen Neubau ersetzt. Das Kirchenschiff entstand bis 2001 nach einer Planung der Architekten Walter Schinzel und Christoph Schwarzkopf. Das Dach trägt auf Süd- und Ostseite eine Photovoltaikanlage mit 21 kW pik Leistung. Lediglich der weithin sichtbare Kirchturm mit seinem achtseitigen, spitzen, schiefergedeckten Helm wurde originalgetreu wieder errichtet. 

## Orgel
2002 wurde durch Bernhard Kutter eine neue Orgel mit 16 Registern auf zwei Manualen und Pedal eingebaut. Die Disposition lautet wie folgt:
| I Manual C–g3 |           |    |
| 1.            | Principal | 8′ |
| 2.            | Rohrflöte | 8′ |
| 3.            | Nachthorn | 4′ |
| 4.            | Gamba     | 4′ |
| 5.            | Octave    | 2′ |
| 6.            | Oboe      | 8′ |

| II Manual C–g3 |              |        |
| 7.             | Principal    | 8′     |
| 8.             | Bourdun      | 8′     |
| 9.             | Salicional   | 8′     |
| 10.            | Traversflöte | 4′     |
| 11.            | Nasat        | 2 ⁄3′  |
| 12.            | Oktave       | 2′     |
| 13.            | Terz         | 1 3⁄5′ |
| 14.            | Mixtur III   | 1′     |

| Pedal C–f1 |            |     |
| 15.        | Subbaß     | 16′ |
| 16.        | Gedacktbaß | 8′  |

- Koppeln: II/I, Superoktavkoppel I/I, Suboktavkoppel I/I, I/P, II/P
- Spielhilfen: Tremulant, Generalschweller, elektrische Selbstspieleinrichtung